# Josselin
Josselin  (Bretons: Josilin, Gallo: Jocelein, Jozcelein of  Jocelin) is een gemeente in het Franse departement Morbihan (regio Bretagne). De plaats maakt deel uit van het arrondissement Pontivy. Josselin telde op 1 januari 2022 2.559 inwoners.
Het stadje ligt midden in het oude  graafschap Porhoët, 64 kilometer van Vannes, 83 kilometer van Lorient en 81 kilometer van Rennes  verwijderd. Het ligt aan het riviertje de Oust, dat is gekanaliseerd. Er is echter alleen pleziervaart op dit water mogelijk.
Er wordt op 8 september de Pardon opgevoerd, een religieuze processie waarbij de mensen in klederdracht gaan. Het Fest-Noz, een Bretons feest, wordt er ook gevierd.

## Bezienswaardigheden
- Het Kasteel van Josselin
- Diverse oude huizen in de schilderachtige binnenstad
- Een zgn. calvaire uit de 15e eeuw
- De basiliek Notre-Dame-du-Roncier (uit de 3e – 15e eeuw) met fontein; in de kerk het grafmonument van de connétable Olivier V van Clisson en zijn gemalin  Marguerite de Rohan ; aan de zijgevel opvallende  gargouilles (waterspuwers)
- Diverse kapellen, waaronder die van Sainte-Croix (11e - 18e eeuw)
- Molen van Beaufort aan het riviertje de Oust  (17e - 19e eeuw)

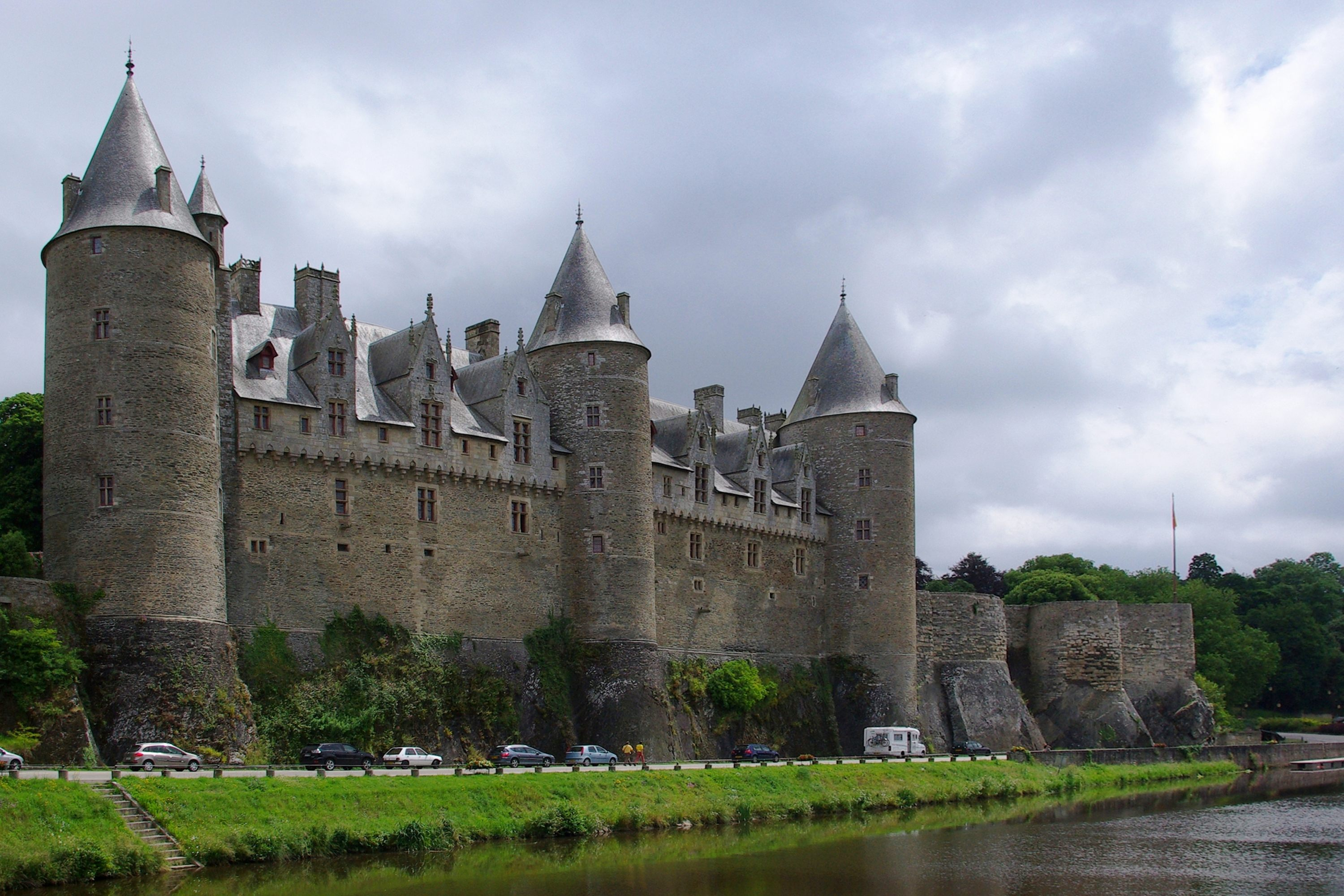
Het Kasteel van Josselin

## Geschiedenis
Het stadje is ontstaan rondom het gelijknamige kasteel. Maar reeds in 808 zou er naar aanleiding van een wonder ( het verschijnen van een houten Onze-Lieve-Vrouwebeeld in een braamstruik (Frans: roncier)) al een bedevaartkerk zijn gebouwd, die later uitgebouwd werd tot de huidige basiliek. Op 26 maart 1351 vond halverwege Josselin en Ploërmel in het kader van de Bretonse Successieoorlog een van tevoren afgesproken slag plaats in de vorm van een riddertoernooi, in de literatuur bekend als de Combat des Trentes. Dit beroemde gevecht, tussen 30 ridders van het Huis Blois, aan Frans-Bretonse zijde en 30 ridders van het Huis Montfort, aan Engelse zijde, eindigde in een overwinning voor eerstgenoemden. Josselin had een regionaal belangrijke marktfunctie, getuige het feit, dat er een cohue  (Bretons: koc’hu, « hal »), een overdekte markthal, heeft gestaan.
Het kasteel was in de 16e eeuw in het bezit van de familie de Rohan. Zij verbleven echter meestal in Pontivy, Blain of Parijs en plaatsten een gouverneur en een garnizoen in het kasteel. Met Hendrik I van Rohan was de familie overgegaan op het protestantisme. In 1583 werd er een provinciale synode gehouden in Josselin onder de bescherming van de Rohan. Na het Edict van Nantes (1598) was Josselin een tijdlang een place de marriage, een plaats waar protestanten hun geloof konden uitoefenen onder bescherming van een garnizoen. Hendrik II van Rohan was een leider van de Hugenotenopstanden en kardinaal de Richelieu liet na het neerslaan hiervan het kasteel van Josselin gedeeltelijk afbreken.

## Economie
De economie van Josselin rust op twee pijlers: het toerisme vanwege het stedenschoon, en de agrarische sector. Bij Josselin staat een groot abattoir, de belangrijkste werkgever van het stadje.

## Geografie
De oppervlakte van Josselin bedroeg op 1 januari 2022 4,48 vierkante kilometer; de bevolkingsdichtheid was toen 571,2 inwoners per km².

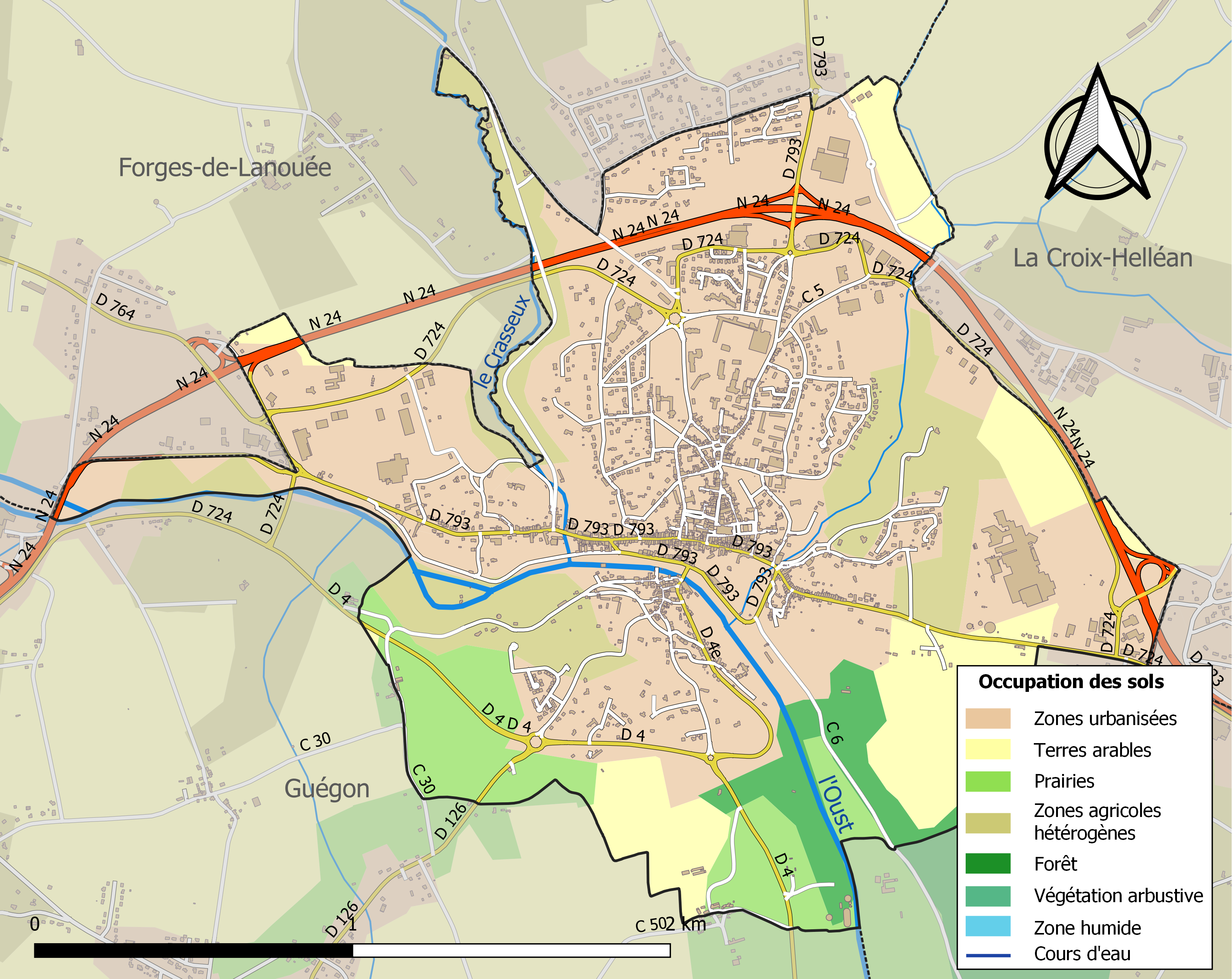
Kaart van de gemeente met de belangrijkste infrastructuur, bodemgebruik en omliggende gemeenten

## Demografie
Onderstaande figuur toont het verloop van het inwonertal, bron: INSEE-tellingen. 